# Teorema do trabalho-energia
O teorema do trabalho-energia é um teorema da mecânica clássica, segundo o qual o trabalho {\displaystyle W} realizado sobre um corpo de massa {\displaystyle m} por uma força {\displaystyle F} é igual à variação da energia cinética desse corpo:
{\displaystyle W=\Delta K}
Nessa expressão, {\displaystyle \Delta K} é a diferença entre a energia cinética final, {\displaystyle K_{f}}, e a energia cinética inicial, {\displaystyle K_{i}}, do corpo: 
{\displaystyle \Delta K=K_{f}-K_{i}}.
Portanto:
{\displaystyle W=K_{f}-K_{i}}

## Caso particular: força constante
Para demonstrá-lo, partimos das definições de velocidade e aceleração e usamos
a segunda lei de Newton para, por fim, usar as definições de trabalho e energia cinética.
A demonstração assume que o corpo está em movimento retilíneo uniformemente variado (MRUV), ou seja,
que sua aceleração linear é constante. Do ponto de vista da dinâmica, isto equivale a dizer
que a força que realiza trabalho sobre o corpo também é constante. Para facilitar a demonstração,
vamos representar as grandezas vetoriais deslocamento, velocidade, aceleração e força na suas
formas escalares. Isto é possível com uma escolha adequada de um referencial inercial,
por exemplo: se alinharmos o eixo-x do referencial à direção do movimento do corpo.
A demonstração também assume que o corpo se comporta como uma partícula e, por conveniência,
vamos assumir que o instante inicial do movimento, {\displaystyle t_{i}}, é zero,
{\displaystyle t_{i}=0}, e que o instante final, é {\displaystyle t_{f}=t}.
- Definição de velocidade linear, {\displaystyle v}:

{\displaystyle v\equiv {\frac {dx}{dt}}}
onde, {\displaystyle x=x(t)} é a posição do corpo em função do tempo, {\displaystyle t}.
- Partindo da definição de aceleração linear, {\displaystyle a},

{\displaystyle a\equiv {\frac {dv}{dt}}={\frac {d^{2}x}{dt^{2}}}},
temos que
{\displaystyle dv=a\,dt},
com {\displaystyle a=constante}. Integrando ambos os lados da equação:
{\displaystyle \int dv=\int a\,dt}
{\displaystyle v_{f}-v_{i}=a\,(t-0)}
{\displaystyle v_{f}-v_{i}=a\,t}
Esta é uma das equações cinemáticas do MRUV. Isolando o tempo:
{\displaystyle t={\frac {v_{f}-v_{i}}{a}}}
- Uma segunda equação cinemática é obtida resolvendo a equação diferencial,

{\displaystyle a={\frac {d^{2}x}{dt^{2}}}} :
{\displaystyle x_{f}=x_{i}+v_{i}t+{\frac {1}{2}}at^{2}}
Aplicando o discriminante da equação quadrática para resolver a equação de segundo grau acima, temos:
{\displaystyle t={\frac {-v_{i}\pm {\sqrt {v_{i}^{2}-4\,{\frac {1}{2}}\,a(x_{i}-x_{f})}}}{2\,{\frac {1}{2}}\,a}}}
{\displaystyle t={\frac {-v_{i}\pm {\sqrt {v_{i}^{2}-2\,a(x_{i}-x_{f})}}}{a}}}
- Igualando a equação acima com aquela obtida no passo anterior,

{\displaystyle {\frac {v_{f}-v_{i}}{a}}={\frac {-v_{i}\pm {\sqrt {v_{i}^{2}-2\,a(x_{i}-x_{f})}}}{a}}}
{\displaystyle v_{f}-v_{i}=-v_{i}\pm {\sqrt {v_{i}^{2}+2\,a(x_{f}-x_{i})}}}
{\displaystyle v_{f}=\pm {\sqrt {v_{i}^{2}+2\,a(x_{f}-x_{i})}}}
Elevando ambos os lados da equação acima ao quadrado:
{\displaystyle v_{f}^{2}=v_{i}^{2}+2\,a(x_{f}-x_{i})}
{\displaystyle v_{f}^{2}-v_{i}^{2}=2\,a(x_{f}-x_{i})}
{\displaystyle {\frac {v_{f}^{2}-v_{i}^{2}}{2}}=a\,(x_{f}-x_{i})}
- Escrevendo o deslocamento {\displaystyle x_{f}-x_{i}} como {\displaystyle \Delta x=(x_{f}-x_{i})}

{\displaystyle {\frac {v_{f}^{2}-v_{i}^{2}}{2}}=a\,\Delta x}
- Introduzindo conceitos da dinâmica.

Até aqui, utilizamos apenas conceitos cinemáticos, como deslocamento, velocidade, aceleração e tempo.
A partir deste passo, vamos introduzir conceitos da dinâmica: massa, força, trabalho e energia cinética.
Multiplicando todos os termos da equação acima pela massa, {\displaystyle m}, do corpo:
{\displaystyle {\frac {1}{2}}mv_{f}^{2}-{\frac {1}{2}}mv_{i}^{2}=m\,a\,\Delta x}
- Pela segunda lei de Newton, {\displaystyle F=m\,a}, donde

{\displaystyle {\frac {1}{2}}mv_{f}^{2}-{\frac {1}{2}}mv_{i}^{2}=F\,\Delta x}
- Mas, {\displaystyle F\Delta x} é o trabalho mecânico, {\displaystyle W},

realizado pela força constante, {\displaystyle F}, sobre a massa {\displaystyle m}
para deslocá-la por {\displaystyle \Delta x}:
{\displaystyle W=F\,\Delta x}
logo,
{\displaystyle {\frac {1}{2}}mv_{f}^{2}-{\frac {1}{2}}mv_{i}^{2}=W}
- Neste ponto, introduzimos a definição de energia cinética,

{\displaystyle K}, como sendo a metade do produto da massa pela velocidade quadrática de uma partícula,
{\displaystyle K\equiv {\frac {1}{2}}m\,v^{2}}
temos que
{\displaystyle K_{f}-K_{i}=W}
Fazendo  {\displaystyle \Delta K\equiv K_{f}-K_{i}}, temos finalmente
{\displaystyle W=\Delta K}
conforme enunciado pelo teorema trabalho-energia.

## Caso geral: força variável
Agora vamos considerar o caso mais geral, em que a força {\displaystyle F} que atua sobre o corpo
não é constante, podendo variar sua direção, sentido e intensidade ao longo do tempo,
{\displaystyle {\vec {F}}={\vec {F}}(t)}. Neste caso, partimos da definição de trabalho,
{\displaystyle W\equiv \int \ {\vec {F}}\,d{\vec {r}}}
onde, {\displaystyle {\vec {r}}={\vec {r}}(t)} é o vetor deslocamento.
Aplicando a segunda lei de Newton:
{\displaystyle W=\int m\,{\vec {a}}\,d{\vec {r}}}
e a definição de aceleração, {\displaystyle {\vec {a}}},
{\displaystyle W=\int m\,{\frac {d{\vec {v}}}{dt}}\,d{\vec {r}}=\int m\,{\frac {d{\vec {r}}}{dt}}\,d{\vec {v}}}
{\displaystyle W=\int m\,{\vec {v}}d{\vec {v}}}
cuja solução é
{\displaystyle W={\frac {1}{2}}mv_{f}^{2}-{\frac {1}{2}}mv_{i}^{2}}
Introduzindo a definição de energia cinética,
{\displaystyle K\equiv {\frac {1}{2}}mv^{2}}
{\displaystyle W=\Delta K}
conforme o teorema.